# Jonas Domeij
Jonas Olof Domeij i riksdagen kallad Domeij i Örnsköldsvik, född 16 augusti 1839 i Grundsunda socken, Västernorrlands län, död 15 december 1916 i Örnsköldsvik, var en svensk kronofogde och riksdagsman.
Domeij var ledamot av riksdagens andra kammare 1891-1893, invald i Själevads och Arnäs tingslags valkrets. 
I riksdagen skrev han en egen motion om straffbestämmelser för ocker.